# Ксерофилы
Ксерофилы (от др.-греч. ξερός «сухой» + φιλέω «люблю») — тип экстремофилов, организмы, обитающие в условиях крайне низкой влажности и не переносящие высокую влажность.
Эти организмы способны переносить высокую сухость воздуха в сочетании с высокой температурой. У них хорошо развиты механизмы регуляции водного обмена и приспособления к сохранению воды в организме. Многие из них для поддержания жизнедеятельности приспособились использовать метаболическую воду, образующуюся за счет окисления липидов.

## Ксерофильные животные
Ксерофильные животные — наземные животные, обитающие в местности с пониженной влажностью воздуха. К ним относятся преимущественно обитатели пустынь, полупустынь и других засушливых мест.
К ним относятся многие грызуны (тушканчики, песчанки и др.), ряд копытных (верблюды), многие ящерицы, некоторые черепахи (напр. слоновая черепаха), многие насекомые (муравьи-бегунки).
Ксерофильные животные могут длительно обходиться без воды, используя метаболическую воду (верблюды, некоторые тушканчики), запасая её в мочевом пузыре (слоновая черепаха, австралийская лягушка) или получая с пищей (пресмыкающиеся, ряд птиц, многие грызуны, насекомоядные и мелкие хищные млекопитающие). Многие ксерофильные животные могут впадать в летнюю спячку (грызуны, черепахи, лягушки), другим «экономить воду» помогает сезонная диапауза (саранчовые, жуки-чернотелки, многие другие насекомые), сумеречно-ночная активность.

## Ксерофильные растения
- Ксерофилы — растения сухих местообитаний.
- Ксерофиты — растения, способные переносить продолжительную засуху («засухоустойчивые»). Ксерофиты составляют типичную флору пустынь и полупустынь, обычны на морском побережье и в песчаных дюнах.

Такие растения разным образом адаптированы к засушливым условиям, в которых они растут. Некоторые переживают экстремальные периоды в виде семян и спор, которые после выпадения дождя могут прорастать; новые растения иногда за четыре недели успевают вырасти, зацвести и дать семена, которые будут пребывать в состоянии покоя до следующего дождливого периода; к таким растениям, к примеру, относится эшшольция калифорнийская (Eschscholzia californica).